# Luquilho
Luquilho es una localidad del municipio de Larráinzar ubicado en la región de Los Altos del estado mexicano de Chiapas.

## Geografía
La localidad de Luquilho se sitúa en las coordenadas geográficas 16°53′48″N 92°46′14″O / 16.896667, -92.770556, a una elevación de 2,040 metros sobre el nivel del mar.

## Demografía
Según el Censo de Población y Vivienda 2020, efectuado por el Instituto Nacional de Estadística y Geografía, la localidad de Luquilho tiene 297 habitantes, de los cuales 139 son del sexo masculino y 158 del sexo femenino. Su tasa de fecundidad es de 3.43 hijos por mujer y tiene 57 viviendas particulares habitadas.
| Gráfica de evolución demográfica de Luquilho entre 1930 y 2020 |
|                                                                |
| INEGI.                                                         |